# Martin Solveig/Diskografie
Diese Diskografie ist eine Übersicht über die musikalischen Werke des französischen DJs Martin Solveig. Den Schallplattenauszeichnungen zufolge hat er bisher mehr als 10,9 Millionen Tonträger verkauft, davon alleine in seiner Heimat über 800.000. Seine erfolgreichste Veröffentlichung ist die Single Hello mit über 2,6 Millionen verkauften Einheiten.

## Alben

### Studioalben
| Jahr | Titel        | Höchstplatzierung, Gesamtwochen, AuszeichnungChartplatzierungen (Jahr, Titel, Platzierungen, Wochen, Auszeichnungen, Anmerkungen) | Höchstplatzierung, Gesamtwochen, AuszeichnungChartplatzierungen (Jahr, Titel, Platzierungen, Wochen, Auszeichnungen, Anmerkungen) | Höchstplatzierung, Gesamtwochen, AuszeichnungChartplatzierungen (Jahr, Titel, Platzierungen, Wochen, Auszeichnungen, Anmerkungen) | Höchstplatzierung, Gesamtwochen, AuszeichnungChartplatzierungen (Jahr, Titel, Platzierungen, Wochen, Auszeichnungen, Anmerkungen) | Höchstplatzierung, Gesamtwochen, AuszeichnungChartplatzierungen (Jahr, Titel, Platzierungen, Wochen, Auszeichnungen, Anmerkungen) | Höchstplatzierung, Gesamtwochen, AuszeichnungChartplatzierungen (Jahr, Titel, Platzierungen, Wochen, Auszeichnungen, Anmerkungen) | Anmerkungen                            |
| Jahr | Titel        | DE | AT | CH | UK | US | FR | Anmerkungen                            |
| ---- | ------------ | --- | --- | --- | --- | --- | --- | -------------------------------------- |
| 2002 | Sur la Terre | — | — | — | — | — | — | Erstveröffentlichung: 17. Juni 2002    |
| 2003 | Suite        | — | — | — | — | — | FR84 (8 Wo.)FR | Erstveröffentlichung: 22. Juni 2003    |
| 2005 | Hedonist     | — | — | — | — | — | FR43 Silber · (56 Wo.)FR | Erstveröffentlichung: 2. Juli 2005     |
| 2008 | C’est la vie | — | — | CH59 (5 Wo.)CH | — | — | FR16 Gold · (44 Wo.)FR | Erstveröffentlichung: 7. Juni 2008     |
| 2011 | Smash        | DE84 (1 Wo.)DE | — | CH77 (1 Wo.)CH | — | — | FR18 (13 Wo.)FR | Erstveröffentlichung: 13. Juni 2011    |
| 2023 | Back to Life | — | — | — | — | — | — | Erstveröffentlichung: 20. Oktober 2023 |

### Kompilationen
| Jahr | Titel  | Höchstplatzierung, Gesamtwochen, AuszeichnungChartplatzierungen (Jahr, Titel, Platzierungen, Wochen, Auszeichnungen, Anmerkungen) | Höchstplatzierung, Gesamtwochen, AuszeichnungChartplatzierungen (Jahr, Titel, Platzierungen, Wochen, Auszeichnungen, Anmerkungen) | Höchstplatzierung, Gesamtwochen, AuszeichnungChartplatzierungen (Jahr, Titel, Platzierungen, Wochen, Auszeichnungen, Anmerkungen) | Höchstplatzierung, Gesamtwochen, AuszeichnungChartplatzierungen (Jahr, Titel, Platzierungen, Wochen, Auszeichnungen, Anmerkungen) | Höchstplatzierung, Gesamtwochen, AuszeichnungChartplatzierungen (Jahr, Titel, Platzierungen, Wochen, Auszeichnungen, Anmerkungen) | Höchstplatzierung, Gesamtwochen, AuszeichnungChartplatzierungen (Jahr, Titel, Platzierungen, Wochen, Auszeichnungen, Anmerkungen) | Anmerkungen                          |
| Jahr | Titel  | DE | AT | CH | UK | US | FR | Anmerkungen                          |
| ---- | ------ | --- | --- | --- | --- | --- | --- | ------------------------------------ |
| 2007 | So Far | — | — | — | UK85 (4 Wo.)UK | — | FR38 Gold · (2 Wo.)FR | Erstveröffentlichung: 6. Januar 2007 |

### EPs
| Jahr | Titel            | Höchstplatzierung, Gesamtwochen, AuszeichnungChartplatzierungen (Jahr, Titel, Platzierungen, Wochen, Auszeichnungen, Anmerkungen) | Höchstplatzierung, Gesamtwochen, AuszeichnungChartplatzierungen (Jahr, Titel, Platzierungen, Wochen, Auszeichnungen, Anmerkungen) | Höchstplatzierung, Gesamtwochen, AuszeichnungChartplatzierungen (Jahr, Titel, Platzierungen, Wochen, Auszeichnungen, Anmerkungen) | Höchstplatzierung, Gesamtwochen, AuszeichnungChartplatzierungen (Jahr, Titel, Platzierungen, Wochen, Auszeichnungen, Anmerkungen) | Höchstplatzierung, Gesamtwochen, AuszeichnungChartplatzierungen (Jahr, Titel, Platzierungen, Wochen, Auszeichnungen, Anmerkungen) | Höchstplatzierung, Gesamtwochen, AuszeichnungChartplatzierungen (Jahr, Titel, Platzierungen, Wochen, Auszeichnungen, Anmerkungen) | Anmerkungen                         |
| Jahr | Titel            | DE | AT | CH | UK | US | FR | Anmerkungen                         |
| ---- | ---------------- | --- | --- | --- | --- | --- | --- | ----------------------------------- |
| 2012 | The Night Out EP | — | — | — | — | — | FR195 (1 Wo.)FR | Erstveröffentlichung: 3. April 2012 |

Weitere EPs
- 1998: Break Da
- 2004: Sur La Terre

## Singles

### Als Leadmusiker
| Jahr | Titel Album                         | Höchstplatzierung, Gesamtwochen, AuszeichnungChartplatzierungen (Jahr, Titel, Album, Platzierungen, Wochen, Auszeichnungen, Anmerkungen) | Höchstplatzierung, Gesamtwochen, AuszeichnungChartplatzierungen (Jahr, Titel, Album, Platzierungen, Wochen, Auszeichnungen, Anmerkungen) | Höchstplatzierung, Gesamtwochen, AuszeichnungChartplatzierungen (Jahr, Titel, Album, Platzierungen, Wochen, Auszeichnungen, Anmerkungen) | Höchstplatzierung, Gesamtwochen, AuszeichnungChartplatzierungen (Jahr, Titel, Album, Platzierungen, Wochen, Auszeichnungen, Anmerkungen) | Höchstplatzierung, Gesamtwochen, AuszeichnungChartplatzierungen (Jahr, Titel, Album, Platzierungen, Wochen, Auszeichnungen, Anmerkungen) | Höchstplatzierung, Gesamtwochen, AuszeichnungChartplatzierungen (Jahr, Titel, Album, Platzierungen, Wochen, Auszeichnungen, Anmerkungen) | Anmerkungen                                                                    |
| Jahr | Titel Album                         | DE | AT | CH | UK | US | FR | Anmerkungen                                                                    |
| ---- | ----------------------------------- | --- | --- | --- | --- | --- | --- | ------------------------------------------------------------------------------ |
| 2003 | Madan Sur la Terre • Suite          | — | — | CH66 (10 Wo.)CH | — | — | FR37 (16 Wo.)FR | Erstveröffentlichung: 1. Juni 2003 vs. Salif Keïta                             |
| 2004 | Rocking Music Sur la Terre • Suite  | — | — | — | UK35 (12 Wo.)UK | — | FR47 (9 Wo.)FR | Erstveröffentlichung: 9. Februar 2004                                          |
| 2004 | I’m a Good Man Sur la Terre • Suite | — | — | — | UK57 (1 Wo.)UK | — | — | Erstveröffentlichung: 26. Juni 2004                                            |
| 2005 | Everybody Hedonist                  | — | — | — | UK22 (12 Wo.)UK | — | FR37 (22 Wo.)FR | Erstveröffentlichung: 6. August 2005                                           |
| 2006 | Jealousy Hedonist                   | — | — | CH60 (9 Wo.)CH | UK62 (1 Wo.)UK | — | FR36 (11 Wo.)FR | Erstveröffentlichung: 30. Januar 2006                                          |
| 2007 | Rejection Hedonist                  | — | — | CH55 (5 Wo.)CH | — | — | FR34 (18 Wo.)FR | Erstveröffentlichung: 6. April 2004                                            |
| 2008 | C’est la vie                        | — | — | CH43 (6 Wo.)CH | — | — | — | Erstveröffentlichung: 25. Mai 2008                                             |
| 2008 | I Want You C’est la vie             | — | — | — | — | — | FR59 (14 Wo.)FR | Erstveröffentlichung: 19. September 2008 feat. Lee Fields                      |
| 2008 | Boys & Girls C’est la vie           | — | — | — | — | — | FR17 (24 Wo.)FR | Erstveröffentlichung: 25. Mai 2008 feat. Dragonette                            |
| 2010 | Hello Smash                         | DE5 ×3Dreifachgold · (51 Wo.)DE | AT1 (37 Wo.)AT | CH10 Platin · (46 Wo.)CH | UK13 Platin · (31 Wo.)UK | US46 Platin · (20 Wo.)US | FR5 (47 Wo.)FR | Erstveröffentlichung: 27. September 2010 mit Dragonette; Verkäufe: + 2.635.000 |
| 2011 | Ready 2 Go Smash                    | DE45 (14 Wo.)DE | AT42 (13 Wo.)AT | CH70 (2 Wo.)CH | UK48 (1 Wo.)UK | — | FR20 (22 Wo.)FR | Erstveröffentlichung: 18. April 2011 feat. Kele                                |
| 2012 | The Night Out Smash                 | DE71 (5 Wo.)DE | — | — | UK36 (2 Wo.)UK | — | FR78 (19 Wo.)FR | Erstveröffentlichung: 6. April 2012                                            |
| 2013 | Hey Now –                           | DE10 Gold · (19 Wo.)DE | AT8 (17 Wo.)AT | CH38 (7 Wo.)CH | — | — | FR55 (17 Wo.)FR | Erstveröffentlichung: 20. Mai 2013 mit The Cataracs feat. Kyle                 |
| 2015 | Intoxicated –                       | DE11 ×3Dreifachgold · (42 Wo.)DE | AT23 (22 Wo.)AT | CH33 (22 Wo.)CH | UK5 ×2Doppelplatin · (24 Wo.)UK | — | FR15 (33 Wo.)FR | Erstveröffentlichung: 23. Februar 2015 mit GTA                                 |
| 2015 | +1 –                                | DE38 Gold · (25 Wo.)DE | — | — | UK51 Silber · (2 Wo.)UK | — | FR31 (13 Wo.)FR | Erstveröffentlichung: 6. Juli 2015 feat. Sam White                             |
| 2016 | Do It Right –                       | DE41 Gold · (19 Wo.)DE | AT72 (2 Wo.)AT | — | UK97 Gold · (1 Wo.)UK | — | FR48 Gold · (16 Wo.)FR | Erstveröffentlichung: 20. Mai 2016 feat. Tkay Maidza                           |
| 2016 | Places –                            | DE44 Gold · (11 Wo.)DE | AT72 (1 Wo.)AT | — | UK27 ×2Doppelplatin · (27 Wo.)UK | — | FR56 Platin · (30 Wo.)FR | Erstveröffentlichung: 25. November 2016 feat. Ina Wroldsen                     |
| 2017 | All Stars –                         | DE33 Gold · (19 Wo.)DE | AT24 (15 Wo.)AT | CH94 (8 Wo.)CH | UK83 Silber · (2 Wo.)UK | — | FR27 Diamant · (36 Wo.)FR | Erstveröffentlichung: 16. Juni 2017 feat. Alma                                 |
| 2018 | My Love –                           | — | — | — | — | — | FR135 (7 Wo.)FR | Erstveröffentlichung: 29. Juni 2018                                            |
| 2019 | All Day and Night –                 | DE85 Gold · (4 Wo.)DE | AT60 (4 Wo.)AT | CH77 (5 Wo.)CH | UK10 Platin · (22 Wo.)UK | — | FR82 Gold · (17 Wo.)FR | Erstveröffentlichung: 29. März 2019 mit Jax Jones feat. Madison Beer           |
| 2019 | Thing for You –                     | — | — | — | UK89 (5 Wo.)UK | — | — | Erstveröffentlichung: 12. Juli 2019 mit David Guetta                           |
| 2019 | Romeo & Juliet –                    | — | — | — | UK51 Gold · (16 Wo.)UK | — | — | Erstveröffentlichung: 6. Dezember 2019 mit Roy Woods                           |
| 2020 | Tequila –                           | — | — | — | UK21 Gold · (19 Wo.)UK | — | — | Erstveröffentlichung: 21. Februar 2020 mit Jax Jones & Raye                    |
| 2022 | Lonely Heart –                      | — | — | — | UK70 (4 Wo.)UK | — | — | Erstveröffentlichung: 3. Juni 2022 mit Jax Jones & Gracey                      |

Weitere Singles
- 1996: Satisfied
- 1999: Heart of Africa / Afro Deep
- 2000: Destiny
- 2000: Come with Me
- 2001: Mr. President
- 2002: Linda
- 2002: Sur La Terre (DJ Tools Limited Edition)
- 2002: Sur La Terre Remixes Part 1
- 2006: Something Better
- 2006: Magnum Megamix
- 2007: Cabo parano
- 2008: One 2.3 Four
- 2011: Big in Japan (feat. Dragonette & Idoling!!!)
- 2013: Blow (mit Laidback Luke)
- 2020: No Lie (mit Michael Calfan)
- 2023: Now or Never
- 2023: I Don’t Wanna Work

### Als Gastmusiker
- 2012: 1234 (Laidback Luke feat. Chuckie & Martin Solveig)

## Musikvideos
| Jahr | Lied          | Regie                            |
| ---- | ------------- | -------------------------------- |
| 2005 | Everybody     |                                  |
| 2007 | Rejection     |                                  |
| 2008 | Boys & Girls  |                                  |
| 2010 | Hello         | Tristan Seguela                  |
| 2010 | I Want You    |                                  |
| 2011 | Ready 2 Go    | Tristan Seguela & Martin Solveig |
| 2011 | Big in Japan  |                                  |
| 2012 | The Night Out |                                  |
| 2013 | Hey Now       |                                  |
| 2015 | Intoxicated   |                                  |
| 2015 | +1            |                                  |
| 2016 | Do It Right   | Monsieur l’Agent                 |

## Statistik

### Chartauswertung
|                     | DE    | AT    | CH    | UK    | US    | FR    |
| ------------------- | ----- | ----- | ----- | ----- | ----- | ----- |
| Nummer-eins-Alben   | DE—DE | AT—AT | CH—CH | UK—UK | US—US | FR—FR |
| Top-10-Alben        | DE—DE | AT—AT | CH—CH | UK—UK | US—US | FR—FR |
| Alben in den Charts | DE1DE | AT—AT | CH2CH | UK1UK | US—US | FR6FR |

|                       | DE     | AT    | CH     | UK     | US    | FR     |
| --------------------- | ------ | ----- | ------ | ------ | ----- | ------ |
| Nummer-eins-Singles   | DE—DE  | AT1AT | CH—CH  | UK—UK  | US—US | FR—FR  |
| Top-10-Singles        | DE2DE  | AT2AT | CH1CH  | UK2UK  | US—US | FR1FR  |
| Singles in den Charts | DE10DE | AT8AT | CH10CH | UK17UK | US1US | FR18FR |

### Auszeichnungen für Musikverkäufe
| Goldene Schallplatte - Belgien - 2017: für die Single All Stars - Dänemark - 2019: für die Single Intoxicated - 2023: für die Single All Day and Night - Italien - 2017: für die Single Do It Right - 2018: für die Single All Stars - 2019: für die Single Places - 2021: für die Single All Day and Night - Kanada - 2020: für die Single All Day and Night - Polen - 2023: für die Single Intoxicated - Portugal - 2022: für die Single All Day and Night - Spanien - 2024: für die Single Intoxicated - Vereinigte Staaten - 2012: für die Autorenbeteiligung und Produktion Give Me All Your Luvin’ (Madonna) | Platin-Schallplatte - Belgien - 2011: für die Single Hello - 2016: für die Single Intoxicated - Italien - 2011: für die Single Hello - 2012: für die Autorenbeteiligung und Produktion Give Me All Your Luvin’ (Madonna) - Mexiko - 2015: für die Single Hello - Neuseeland - 2014: für die Single Hello 2× Platin-Schallplatte - Australien - 2015: für die Single Hello - Italien - 2019: für die Single Intoxicated - Kanada - 2011: für die Single Hello - Niederlande - 2013: für die Single Hello - Schweden - 2012: für die Single Hello 3× Platin-Schallplatte - Polen - 2021: für die Single All Day and Night |

Anmerkung: Auszeichnungen in Ländern aus den Charttabellen bzw. Chartboxen sind in ebendiesen zu finden.
| Land/RegionAuszeichnungen für Musikverkäufe (Land/Region, Auszeichnungen, Verkäufe, Quellen) | Silber     | Gold       | Platin       | Diamant  | Verkäufe  | Quellen                     |
| -------------------------------------------------------------------------------------------- | ---------- | ---------- | ------------ | -------- | --------- | --------------------------- |
| Australien (ARIA)                                                                            | —          | —          | 2× Platin2   | —        | 140.000   | aria.com.au                 |
| Belgien (BRMA)                                                                               | —          | Gold1      | 2× Platin2   | —        | 75.000    | ultratop.be                 |
| Dänemark (IFPI)                                                                              | —          | 2× Gold2   | —            | —        | 90.000    | ifpi.dk                     |
| Deutschland (BVMI)                                                                           | —          | 8× Gold8   | 2× Platin2   | —        | 2.200.000 | musikindustrie.de           |
| Frankreich (SNEP)                                                                            | Silber1    | 4× Gold4   | Platin1      | Diamant1 | 859.999   | infodisc.fr snepmusique.com |
| Italien (FIMI)                                                                               | —          | 4× Gold4   | 4× Platin4   | —        | 270.000   | fimi.it                     |
| Kanada (MC)                                                                                  | —          | Gold1      | 2× Platin2   | —        | 200.000   | musiccanada.com             |
| Mexiko (AMPROFON)                                                                            | —          | —          | Platin1      | —        | 60.000    | amprofon.com.mx             |
| Neuseeland (RMNZ)                                                                            | —          | —          | Platin1      | —        | 15.000    | radioscope.co.nz            |
| Niederlande (NVPI)                                                                           | —          | —          | 2× Platin2   | —        | 40.000    | nvpi.nl                     |
| Polen (ZPAV)                                                                                 | —          | Gold1      | 3× Platin3   | —        | 175.000   | olis.pl                     |
| Portugal (AFP)                                                                               | —          | Gold1      | —            | —        | 5.000     | Einzelnachweise             |
| Schweden (IFPI)                                                                              | —          | —          | 2× Platin2   | —        | 80.000    | sverigetopplistan.se        |
| Schweiz (IFPI)                                                                               | —          | —          | Platin1      | —        | 30.000    | hitparade.ch                |
| Spanien (Promusicae)                                                                         | —          | Gold1      | —            | —        | 30.000    | elportaldemusica.es         |
| Vereinigte Staaten (RIAA)                                                                    | —          | Gold1      | Platin1      | —        | 1.500.000 | riaa.com                    |
| Vereinigtes Königreich (BPI)                                                                 | 2× Silber2 | 3× Gold3   | 6× Platin6   | —        | 5.200.000 | bpi.co.uk                   |
| Insgesamt                                                                                    | 3× Silber3 | 27× Gold27 | 30× Platin30 | Diamant1 |           |                             |